# Генні Меєр
Генні Інгемар Меєр (нід. Henny Ingemar Meijer, нар. 17 лютого 1962, Парамарибо, Нідерландська Гаяна) — колишній нідерландський футболіст, що грав на позиції нападника.
Виступав, зокрема, за клуб «Гронінген», а також національну збірну Нідерландів.

## Клубна кар'єра
У дорослому футболі дебютував 1983 року виступами за команду клубу «Телстар», в якій провів один сезон, взявши участь у 32 матчах чемпіонату.
Згодом з 1984 по 1988 рік грав у складі команд клубів «Волендам», «Рода» та «Аякс».
Своєю грою за останню команду привернув увагу представників тренерського штабу клубу «Гронінген», до складу якого приєднався 1988 року. Відіграв за команду з Гронінгена наступні п'ять сезонів своєї ігрової кар'єри. Більшість часу, проведеного у складі «Гронінгена», був основним гравцем атакувальної ланки команди. У складі «Гронінгена» був одним з головних бомбардирів команди, маючи середню результативність на рівні 0,34 голу за гру першості.
Протягом 1993—1996 років захищав кольори клубів «Верді Кавасакі», «Камбюр», «Геренвен» та «Де Графсхап».
Завершив професійну ігрову кар'єру у клубі «Вендам», за команду якого виступав протягом 1996—1998 років.

## Виступи за збірну
1987 року дебютував в офіційних матчах у складі національної збірної Нідерландів, зігравши один матч.